# Французько-німецький кордон
Французько-німецький кордон (Німецько-французький кордон) (фр. Frontière entre l'Allemagne et la France; нім. Grenze zwischen Deutschland und Frankreich) — міждержавний кордон між Французькою Республікою і Федеративною Республікою Німеччина. Має довжину 450 км і майже половина його проходить по річці Рейн.

## Історія

Еволюція кордонів між Францією та Німеччиною наприкінці XIX століття

Кордон між Францією та Німеччиною можна простежити до XVII століття, а різні договори стосовно впорядкування кордонів між цими державами з'явилися після Тридцятилітньої війни (1618—1648), починаючи з Вестфальського договору (1648) та Німвегенського договору (1678—1679), за яким Рейн позначався як кордон між Французьким королівством та численними німецькими державами. Фактичний кордон був визначений на Віденському конгресі 1815 року. Після поразки французів під час франко-прусської війни (1870—1871 рр.) кордон значно змінився, коли Третя французька республіка була змушена поступитися новій Німецькій імперії у 1871, року, віддавши їй регіон Ельзас-Лотарингія. Через 48 років за Версальським договором 1919 року ця територія була повернута Франції. Кордон знову змінився у 1940 р., коли нацистська Німеччина фактично анексувала цей регіон (без міжнародно-правового визнання чи підписання угоди з вішистською Францією). Нинішній кордон був відновлений після поразки нацистської Німеччини у Другій світовій війні.

## Кордон
Кордон пролягає по Верхньому Рейну з трифінії (Дрейлендерек) з французько-швейцарським та німецько-швейцарським кордонами у Базелі (47°35′24″ пн. ш. 7°35′20″ сх. д. / 47.59000° пн. ш. 7.58889° сх. д.), проходячи між Страсбургом та Оффенбургом. Рейн утворює східний кордон Ельзасу з французької сторони і західний кордон Баден-Вюртемберга з німецької.
Вгору за течією від Карлсруе (48°58′1″ пн. ш. 8°14′2″ сх. д. / 48.96694° пн. ш. 8.23389° сх. д.) кордон переходить від Рейну на захід, утворюючи північний кордон Ельзасу та Лотарингії з французької сторони, а південний кордон Рейнланд-Пфальц та Саарланд з боку Німеччини. Він проходить повз Саарбрюкен, Петіт-Россель, Фреймен-Мерлебак, Крецвальд, Юбергерн і виходиться на шосе E29, перш ніж закінчується біля французько-люксембурзько-німецької трифінії на Мозелі, поблизу с. Шенген, Люксембург (49°27′36″ пн. ш. 6°22′8.4″ сх. д. / 49.46000° пн. ш. 6.369000° сх. д.); який обрано символічним місцем підписання шенгенської угоди між Францією, Німеччиною та країнами Бенілюксу в 1985 р.).